# Jan Baudouin de Courtenay

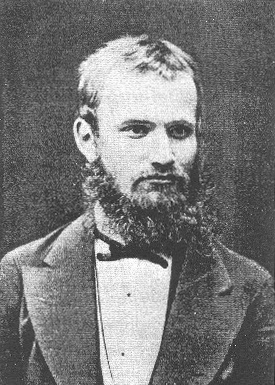
Jan Baudouin de Courtenay (etwa um 1900)

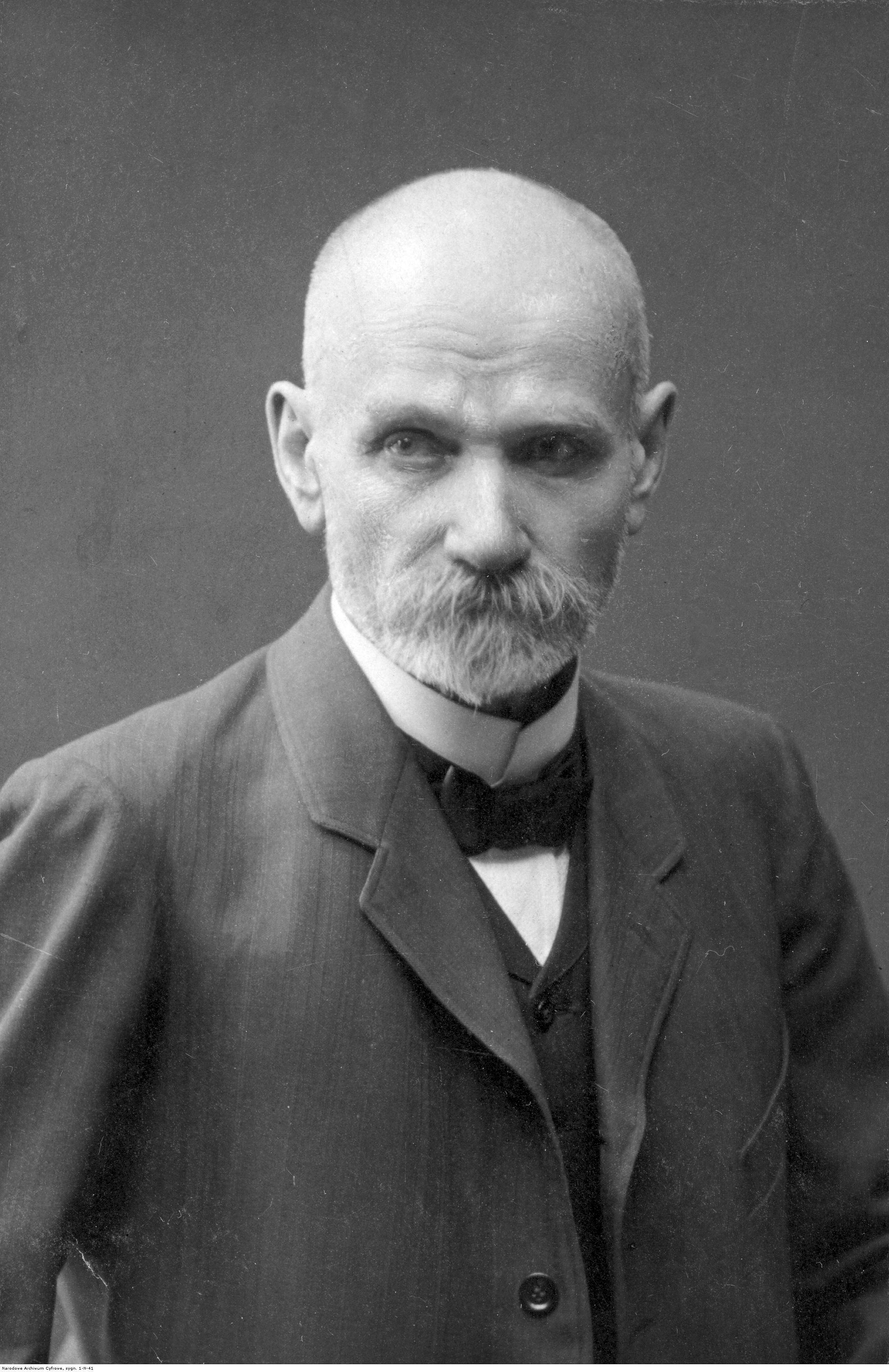
Jan Baudouin de Courtenay (Jahr der Aufnahme unbekannt)

Jan Ignacy Niecisław Baudouin de Courtenay (* 13. März 1845 in Radzymin nahe Warschau; † 3. November 1929 in Warschau) war ein polnischer Linguist und Slawist. Die meiste Zeit seines Lebens war er an den Universitäten von Kasan (1874–1883), Dorpat (1883–1893), Krakau (1893–1899) und St. Petersburg (1900–1918) tätig. Von 1919 bis 1929 war er Professor der in Polen wiedergegründeten Warschauer Universität.
Sein  Name in der russischen Transkription lautet Ива́н Алекса́ндрович Бодуэ́н де Куртенэ́ (transkribiert Iwan Alexandrowitsch Boduen de Kurtene, wiss. Transliteration Ivan Aleksandrovič Boduėn de Kurtenė).

## Leben
Baudouin de Courtenay entstammte einer französischen Adelsfamilie. Einer seiner Vorfahren war unter August dem Starken nach Polen eingewandert. 1862 wurde er Student an der Warschauer Universität (Szkoła Główna), wo er 1866 seinen Abschluss als Magister an der historisch-philologischen Fakultät erwarb. Mit einem Stipendium des Russischen Erziehungsministeriums verließ er Polen und setzte sein Studium an den Universitäten von Prag, Jena und Berlin fort. Vorlesungen besuchte er dort unter anderem bei August Schleicher und Ernst Haeckel. 1870 erwarb er den Doktorgrad an der Universität Leipzig unter August Leskien. Dort ließ er auch seine  auf Russisch verfasste Magisterarbeit Über die altpolnische Sprache bis zum 14. Jh. (О древне-польском языкѣ до ХIVго столѣтия) drucken, die er kurz darauf in Sankt Petersburg verteidigte. An der dortigen Universität unterrichtete er als Privatdozent „vergleichende Grammatik der indoeuropäischen Sprachen“.
1873 reiste er ins norditalienische Résiatal, um Feldforschungen bei der dort lebenden Resianisch sprechenden Minderheit durchzuführen. 1874 erhielt er in Kasan eine Anstellung als Dozent am Lehrstuhl für vergleichende Grammatik und Sanskrit. 1875 verteidigte er seine Doktorarbeit Versuch einer Phonetik der resianischen Dialekte (russ. Опыт фонетики резьянских говоров) und erhielt noch im gleichen Jahr den Ruf als außerordentlicher (ab 1876 ordentlicher) Professor an der Universität Kasan.
1883 bis 1893 lehrte de Courtenay an der Kaiserlichen Universität Dorpat, 1894 bis 1900 dann an der Jagiellonen-Universität in Krakau. 1900 zog er nach Sankt Petersburg, wo er einen Lehrstuhl erhielt. Zu seinen Schülern zählten damals Lew Schtscherba und Max Vasmer.

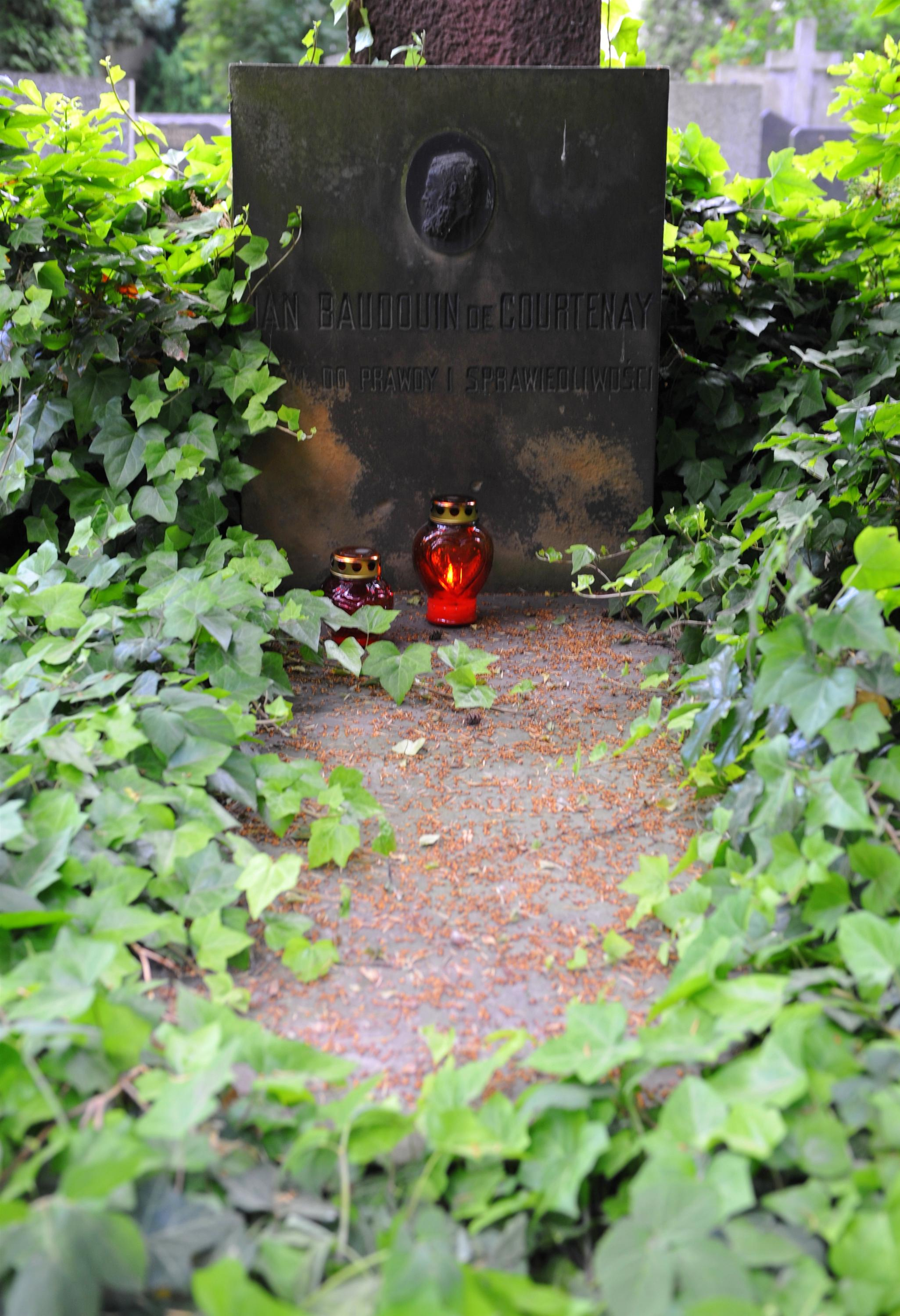
De Courtenays Grab in Warschau

De Courtenay, der sich zeit seines Lebens als Pole betrachtete, war ein Verfechter der Rechte ethnischer Minderheiten. 1913 wurde er wegen eines Flugblatts, in dem er die Anerkennung von Minderheitenrechten forderte, zu zwei Jahren Gefängnis verurteilt. Nach drei Monaten wurde er entlassen, verlor aber seine Professur. Erst 1917 durfte er wieder als Professor in Petersburg arbeiten.
Nachdem Polen 1918 die Unabhängigkeit erlangt hatte, kehrte er nach Warschau zurück. Dort hatte er die Professur für indoeuropäische Sprachwissenschaft an der sprachwissenschaftlichen Fakultät der Universität Warschau inne. 1922 wurde er ohne sein Wissen von den nationalen Minderheiten als Präsidentschaftskandidat vorgeschlagen. Etwa ein Fünftel der Abgeordneten und Senatoren unterstützte ihn, im dritten Wahlgang schied er aus, und Gabriel Narutowicz wurde zum Präsidenten gewählt.
Baudouin de Courtenay war ab 1897 auch korrespondierendes Mitglied der Russischen Akademie der Wissenschaften in Sankt Petersburg. Im Jahr 1925 gehörte er zu den Gründern der Polnischen Sprachwissenschaftlichen Gesellschaft.
De Courtenay war zweimal verheiratet. Seine erste Frau Cezaria starb 1878. Seine zweite Frau Romualda (1857–1935) war Ärztin. Mit ihr hatte er fünf Kinder, darunter die Ethnologin Cezaria Anna Baudouin de Courtenay-Ehrenkreutz-Jędrzejewiczowa. Er starb 1929 und wurde auf dem Evangelisch-Reformierten Friedhof in Warschau bestattet.

## Akademisches Wirken
Baudouin de Courtenay ist Begründer der Kasaner linguistischen Schule. Seine Arbeiten waren Wegbereiter der strukturalistischen Linguistik. Wichtige strukturalistische Konzepte und Begriffe sind bereits bei Baudouin zu finden: die Unterscheidung zwischen Synchronie und Diachronie, zwischen Langue und Parole, sowie das Morphem. Zusammen mit Mikołaj Kruszewski formte er den Begriff des Phonems.

## Werke
- Versuch einer Theorie phonetischer Alternationen (PDF; 7,0 MB), 1895
- Materialien zur südslavischen Dialektologie und Ethnographie I (PDF; 49,0 MB), 1895
- Материалы для южнославянской дiалектологiи и этнографiи II (PDF; 8,8 MB), 1904 (russisch)
- Materialien zur südslavischen Dialektologie und Ethnographie III (PDF; 9,2 MB), 1913
- Der Dialekt von Cirkno (Kirchheim) (mit Sprachproben), "Archiv für slavische Philologie" 7 (1884) und 8 (1885)
- Ausgewählte Werke in deutscher Sprache. Hrsg. von Joachim Mugdan. Fink, München 1984, ISBN 3-7705-2216-8.
- Liliana Spinozzi Monai: Il Glossario del Dialetto del Torre di Jan Baudouin de Courtenay (PDF; 8,6 MB), 2009 (mit Baudouin’s Handschrift)